# Джосоту
Джо́соту (монг. ǰosutu-yin čiɣulɣan, ᠵᠣᠰᠤᠲᠤ ᠶᠢᠨ ᠴᠢᠭᠤᠯᠭᠠᠨ кит. трад. 卓索圖盟, пиньинь Zhuōsuǒtú Méng) — самый южный сейм Внутренней Монголии в цинскую эпоху. Занимал части территорий современных китайских провинций Ляонин, Хэбэй и городского округа Чифэн во Внутренней Монголии. Название сейма происходит от места в Правом Тумэтском хошуне, где на сейм собиралась местная монгольская знать, и означает «охристый» (монг. зост).

## Подразделение
Сейм Чжосоту состоял из двух аймаков, в составе которых было пять хошунов.
- Тумэтский ᠲᠦᠮᠡᠳ (или Восточно-Тумэтский), два хошуна:
  - Левый Тумэтский хошун (Монголджинский хошун), возглавлявшийся потомками Джелме
  - Правый Тумэтский хошун, возглавлявшийся потомками чингисида Алтан-хана
- Харачинский ᠬᠠᠷᠠᠴᠢᠨ: три хошуна, все возглавлялись потомками Джелме:
  - Левый Харачинский хошун
  - Средний Харачинский хошун
  - Правый Харачинский хошун

В период Китайской республики, в 1913 году из Левого Тумэтского хошуна был выделен Тангуд-Халхаский хошун.

## Расформирование
После расформирования сейма его территория была распределена по следующим административным единицам:
- Фусинь из Левого Тумэтского хошуна.
- Чаоян из Правого Тумэтского хошуна.
- Линъюань из Левого Харачинского хошуна.
- Пинцюань включил в себя большую часть Правого и Среднего Харачинских хошунов.
- Цзяньпин из восточных частей часть Правого и Среднего Харачинских хошунов.

В Ляонине сохраняются два автономных монгольских уезда:
- Часть бывшего Левого Тумэтского хошуна стала Фусинь-Монгольским автономным уездом (Фусинь).
- Остаток Левого Харачинского хошуна стал Харачин-Цзои-Монгольским автономным уездом (Чаоян).